# 압해대교
압해대교(押海大橋)는 대한민국 목포시와 신안군을 잇는 국도 제2호선 교량으로, 전라남도 목포시와 신안군 압해도를 잇는 연륙교이다. 2000년 6월 착공하여 2008년 5월 22일 개통되었다. 총 사업비 2,098억원이 투입되었으며 접속도로를 포함한 총 연장 3,563m(교량부 1,420m)의 닐센 아치 형식의 해상교량이다. 전 구간이 국도 제2호선의 일부이다. 교량의 완공으로 뱃길로만 연결되던 압해도가 육로로 연결되면서 여객선 대신 목포시와 여객회사가 공동으로 출자한 130번, 150번 버스가 운행되고 있다. 버스는 압해도에서 목포해양대학교까지를 운행하는 노선을 따른다. 이외에 4개의 노선이 같이 운행되고 있다.
개통 전 설 연휴를 맞아 2008년 2월 임시개통돼 귀성객들의 편의를 제공했으며 더욱이 서해안고속도로와 멀지 않은 점 때문에 교통 불편이 줄어든 바 있으며 명절마다 찾는 2만 여명의 귀성객을 돕고 인근 섬주민들의 편의를 제공하는 데도 도움이 되고있다.
연륙교 공사를 통해 조선타운과 레저단지 조성사업 등 인근 연안 건설계획이 더욱 커져 투기가 우려되자 전라남도는 2013년까지 토지거래계약 허가구역으로 묶고 5년간 발효하기로 했다.

## 자동차 전용도로 논란
- 압해대교 개통 당시 목포 시내로 이어지는 도로가 완공되지 않아 목포시 쪽에서는 고하대로의 자동차 전용도로 구간으로만 접근이 가능했다. 이로 인해 압해대교는 도로관리청에 의해 자동차 전용도로 구간으로 지정되어 있지 않더라도[4] 사실상 자동차 전용도로(보행자, 농기계, 자전거, 원동기장치자전거, 긴급자동차로 지정되지 않은 이륜자동차의 통행금지)가 되었다. 따라서 오토바이, 자전거, 농기계, 보행자는 통행할 수 없는데다 배편마저 끊겨 오토바이가 주 교통수단인 섬 주민들 입장에서는 압해대교 개통이 오히려 걸림돌이 되었다고 주장하고 있다. 주민들은 자동차전용도로 일부구간 해제를 건의했지만 서로 책임 떠넘기기에만 급급하고 있어 논란이 되고 있다.[5]
- 압해대교와 직접 연결되는 대양산단진입도로가 2016년 4월 25일 개통되어[6], 자동차 전용도로 구간을 통하지 않고도 압해대교로 접근 가능하나, 목포경찰서에서 안전 문제를 이유로 계속 이륜차 통행 제한 중이다.[7]